# Hosszúvíz
Hosszúvíz è un comune dell'Ungheria di 70 abitanti situata nella contea di Somogy, nell'Ungheria centro-occidentale.